# .357麥格農
.357麥格農（英文：.357 Magnum）是一種左轮手枪的子弹規格，由史密斯威森（Smith & Wesson）于1934年推出，是当时火力最大的手枪用子弹之一。.357麥格農是以史密斯威森原本的.38 Special為基礎改良而來。
兩者雖然在子彈口徑的數字上看似不同，但實際上子彈本體的直徑卻是相同的。.357麥格農與.38 Special的子彈彈身直徑同樣都是.357英吋，但是.38在標示時計入了外側黃銅材質外殼的厚度，而.357則是直接標示隱藏在彈殼內的子彈內徑。不管是彈頭直徑還是加上外殼後的口徑都相同的兩款子彈，真正的區別在於子彈長度上的些許差異。
在上市初期的20年，因为.357麥格農是系列中僅有的一種口徑規格，因此被直接簡稱为「麥格農」。這情況一直得到後來包括.41、.44甚至口徑巨大的.50 AE、.500麥格農等火力更強的子彈規格推出後，才打破.357麥格農獨佔這個命名的狀況，不過麥格農的稱呼仍有在同口徑而言較大威力子彈的象徵意義。
包括柯尔特蟒蛇（Colt Python）與史密斯威森M28（S&W Model 28）等幾款知名左輪手槍，與Coonan Classic .357 Magnum自動手槍（M1911A1構形），都是使用.357麥格農規格子彈的槍款。